# バレーボールイングランド男子代表
バレーボールイングランド男子代表は、バレーボールの国際大会で編成されるイングランドの男子バレーボールナショナルチームである。

## 歴史
1964年に国際バレーボール連盟へ加盟。近代オリンピックは単一国家による出場が大原則であるため、イングランド単独代表としてのオリンピック出場資格はない。欧州選手権は1971年欧州選手権にエントリーしたものの出場はしなかった。自国開催の2012年ロンドンオリンピック出場に向けて編成された連合国家としての統一イギリス代表は、イングランド代表を主体とし構成されている。

## 過去の成績

### 世界選手権の成績
- 2006年 - 予選敗退

### 欧州選手権の成績
- 出場なし